# Chlumín
Chlumín – wieś i gmina w Czechach, w powiecie Mielnik, w kraju środkowoczeskim. Według danych z dnia 1 stycznia 2013 liczyła 459 mieszkańców.
W miejscowości jest przystanek kolejowy Chlumín.